# Five Nights at Freddy's 2
 (mars 2015).
Si vous disposez d'ouvrages ou d'articles de référence ou si vous connaissez des sites web de qualité traitant du thème abordé ici, merci de compléter l'article en donnant les références utiles à sa vérifiabilité et en les liant à la section « Notes et références ».
Five Nights at Freddy's 2 est un jeu vidéo indépendant de survival horror en pointer-et-cliquer (point-and-click) développé par Scott Cawthon. Il est sorti en novembre 2014 sur Microsoft Windows, Android et iOS. C'est le deuxième épisode de la série de jeux Five Nights at Freddy's.
Une suite, Five Nights at Freddy's 3, est sortie en mars 2015. Une adaptation cinématographique, Five Nights at Freddy's 2, sortira le 3 décembre 2025

## Histoire
Le jeu est un prequel du premier opus et se passe dans un autre restaurant. 
Quelques années après que la direction du restaurant a été mise au courant des activités macabres et maléfiques des animatroniques durant la nuit, Fazbear Entertainment décida tout simplement de désactiver pour de bon les mascottes avant qu'il y ait un autre incident et de les remplacer par de nouveaux modèles, ce qui leur coûtera une petite fortune, notamment dû à l'amélioration de certaines composantes et l'ajout de la capacité de se déplacer d'eux-mêmes, contrairement à leurs anciens congénères qui restaient immobiles sur la scène durant les heures d'ouverture. Étant donné que la source du problème est trouvée, la pizzeria s'est vue renouvelée, et sa popularité a légèrement remonté. Malgré tous ces moments de réjouissance, le problème n'est pas tout à fait réglé : les nouveaux modèles disposent de données criminelles, qui leur permettent de détecter un individu dangereux dans le restaurant, et ensuite contacter la police. Si les nouveaux modèles contiennent des pièces des anciens, ils doivent aussi avoir de leur mémoire. C'est sûrement pour cette raison qu'ils sont dangereux face au gardien de nuit. Les anciens, laissés à l'abandon dans l'arrière-boutique, sont hantés par la vengeance, et deviennent ainsi dangereux. Dans la première nuit, durant l'appel, on entend des cris d'animatroniques provenant des nouvelles, les vieilles animatroniques détruites et abandonnées commencent à bouger dans la troisième nuit sauf foxy qui bouge nuit 2.
Lorsque la direction apprit ce comportement toujours inexpliqué, elle se dit que remplacer encore les animatroniques serait inutile, alors, elle décide tout simplement de confier des mesures de sécurité au gardien de nuit, notamment un masque d'animatronique ressemblant au visage de Freddy Fazbear que le joueur peut mettre afin que les mascottes pensent qu'il s'agit d'une autre animatronique, et ainsi, le laisser tranquille. Une boîte à musique a été rajoutée. Elle n'affecte en fait aucune des animatroniques, sauf Puppet qui reste inactif tant que la boîte à musique est en marche, la musique se trouve être une chanson traditionnelle américaine, My Grandfather's Clock. Si la boîte à musique s’arrête de fonctionner, Puppet sort d'un paquet cadeau, et jouera une musique nommée pop! gose theWease. Il est impossible de l'arrêter à moins d'atteindre 6 heures du matin. Comme dans l'opus précédent, le joueur recevra des appels téléphoniques d'un protagoniste masculin (plus communément appelé Phone Guy) qui le guidera et lui donnera quelques conseils qui en fait sont là pour dérouter et rassurer le joueur face à une mort certaine. Après que la 6e nuit est terminée, Jeremy Fitzgerald, le garde de nuit, fait partie des employés travaillant le jour. Le protagoniste agissant comme gardien de nuit pendant la « Custom Night » se nomme Fritz Smith, sûrement le nom du Michel Afton, il spécifie dans l'appel de la sixième nuit qu'il prendra le poste du joueur après que ce dernier aura été transféré de jour.
Au moment où Jeremy reçoit l'offre de travailler de jour à la pizzeria, il reçoit aussi une notification disant que l'établissement fermera ses portes pour quelques jours et que personne n'est autorisé d'accès, en particulier les anciens employés pour des raisons inconnues. Il fut alors expliqué par les fans que le restaurant fut fermé pour une enquête policière, dû probablement à la disparition d'enfants. Le restaurant ferma ensuite définitivement ses portes, sûrement à cause de la fameuse morsure de 1987 causée par mangle sur l'employé de jour qui vérifiait les animatroniques, cette morsure se produisant durant le jour suivant la sixième nuit. Cependant, la 7e nuit "custom" se passe avant la nuit 1. 
À la suite de la morsure causée par Mangle, la direction choisie de détruire tous les modèles toy et de restaurer les anciens animatronic qui sont ceux qui apparaissent dans le premier jeu.

## Personnages

### Animatroniques
- Toy Freddy est un animatronique toy, il est chanteur du groupe Toy.
- Toy bonnie est un animatronique toy, il est guitariste du groupe Toy.
- Toy Chica est une animatronique toy, elle est la deuxième chanteuse du groupe Toy, elle est accompagnée par Toy cupcake et perd son bec la nuit.
- Mangle ou anciennement appelée Toy Foxy ou encore (Funtime Foxy en remonté) dont c'en est un prototype.
- Toy Cupcake est l'ami de Toy Chica.
- Balloon Boy (aussi surnommé BB) est un animatronique humanoïde, pendant la nuit il vous vole les piles de la lampe torche. Il est la version masculine de JJ.
- JJ ou Balloon Girl est une animatronique cachée. Elle se cache sous votre bureau. Elle est la version féminine de Balloon Boy.
- Puppet (parfois appelé La Marionnette) est un personnage central de la franchise Five Nights at Freddy's. Il s'agit d'une marionnette animatronique, selon le mini-jeu Give Gift-Give Life, elle aurait donner la vie aux autre animatroniques. Il faut lui remonter régulièrement la boîte à musique.
- les Paperpals sont un trio de personnages collé au murs du restaurant, un avec une tête de Freddy, un autre un visage et un avec un visage d'âme
- RWQFSFASXC, ou Shadow Bonnie, est une mystérieuse ombre prenant la forme de Toy Bonnie
- Shadow Freddy est une mystérieuse variante de Freddy Fazbear en ombre
- Endo-02 est un modèle d'endosquelette utilisé pour les animatroniques toys

#### Animatroniques Withereds (ou endommagés)
- Withered Freddy est le Freddy du Fredbear Familly Diner , mais en moins bon état. Il n'apparait qu'à partir de la nuit 3 ;
- Withered Bonnie est le Bonnie du Fredbear Familly Diner sans son visage et son bras gauche. Il n'apparait qu'à partir de la nuit 3 ;
- Withered Chica est la Chica du Fredbear Familly Diner sans ses mains et avec la machoîre cassée. Elle n'apparait qu'à partir de la nuit 3 ;
- Withered Foxy est le Foxy du Fredbear Familly Diner. Il est le seul animatronique avec Puppet à ne pas se faire leurer par le masque du joueur, ce qui oblige à l'aveugler avec la lampe torche il n'apparait qu'à partir de la nuit 2 ;
- Golden Freddy ou (Withered Golden Freddy) apparait de manière aléatoire dans le bureau ou dans le couloir à partir de la nuit 6. Son jumpscare peut être évité en enfilant le masque de Freddy (bureau) ou en regardant les caméras (couloir).

### Humains
- Phone Guy est la personne qui nous appelle à chaque début de nuit jusqu'à la nuit 6, où il annonce qu'il sera le prochain gardien de nuit ;
- Jeremy Fitzgerald est le gardien de nuit de la nuit 1 à la 6 ;
- Fritz Smith est le gardien de nuit de la nuit 7 et est viré dés son premier jour.

## Système de jeu
Five Nights at Freddy's 2 est plus compliqué que l'opus précédent, notamment avec l'absence de portes due à l'architecture moderne du bâtiment selon l'un des appels téléphoniques, une troisième entrée à surveiller et plus d'antagonistes. Lorsque le joueur meurt, un mini-jeu peut s'activer, servant tout simplement d'attente en attendant le chargement du menu principal. Il s'agit de petits jeux ressemblant fort aux premiers jeux vidéo des années 1980, mettant en vedette les mascottes du restaurant ainsi que l'antagoniste majeur du jeu, Purple Guy. Le premier opus sera d'ailleurs le théâtre de sa première apparition. Ces mini-jeux permettent de mieux connaître le passé sombre de la pizzeria.
Il y a en tout onze animatroniques, plus trois autres hallucinations n'attaquant pas le joueur mais pouvant apparaître sur les caméras de surveillance par invocation volontaire ou involontaire, notamment une silhouette de Golden Freddy (Shadow Freddy) et de Toy Bonnie (Shadow Bonnie), un endosquelette (Endoskeleton) complètement dépourvu de costume et une version féminine de Balloon Boy (BB) appelée Ballon Girl (JJ), avec quelques couleurs différentes. Tous les antagonistes du premier opus sont présents dans ce chapitre,.
Pour espérer survivre, il faut utiliser le masque uniquement quand c'est nécessaire, remonter la boîte à musique et toujours vérifier les lumières. À partir de la 2 et 4e nuit, vérifier les caméras devient un très grand risque, dû au fait que Foxy apparaît très souvent dans le couloir et que les robots sont plus rapides.
Il y a aussi le mode Custom Night, qui regroupe plusieurs modes bonus. Si vous finissez une de ces nuits, vous aurez la chance d’apercevoir soit une peluche d'animatroniques, soit une étoile au menu principal (Les peluches sont visibles sur la table et l'étoile est disponible uniquement lorsque vous finissez 20/20/20/20).  Pour compléter le jeu à 100%, il faut faire tous les modes bonus. 20/20/20/20 - New and Shiny - Double Trouble - Night Of Misfits - Foxy foxy - Ladies Night - Freddy's Circus - Cupcake challenge - Fazbear Fever - Golden Freddy.
Le personnage de ce jeu ne peut pas attaquer.

## Accueil
Cet opus a été bien reçu par les fans, en étant plus compliqué que l'opus précédent. Recevant en 2015 deux Fear Awards incluant celui du Game of The Year.[réf. nécessaire]

## Suite
Le troisième opus fut annoncé en janvier 2015 via un teaser représentant le visage d'une animatronique dorée avec le slogan « I'm still here » (« Je suis toujours ici »), ainsi que la phrase « 30 years later, only one » (« 30 ans après, seulement un» ). Une bande annonce a vu le jour le 26 janvier 2015, révélant alors une nouvelle mascotte, Springtrap. Une démo fit son apparition le 1er mars 2015, et le jeu est sorti le 2 mars 2015 sur Windows puis le 7 mars sur Android.